# هرمان ديك
هرمان ديك (بالألمانية: Hermann Dyck)‏ هو رسام ألماني، ولد في 10 أبريل 1812 في فورتسبورغ في ألمانيا، وتوفي في 25 مارس 1874 في ميونخ في ألمانيا.